# Citrus macroptera
Pour les articles homonymes, voir Papeda (homonymie).
Espèce
Citrus macroptera, le papeda de Mélanésie, est une espèce d'agrume, de la famille des Rutacées, au fruit et au feuillage puissamment aromatique, cultivé ou sauvage en Thaïlande, en Indochine, aux Philippines, en Nouvelle-Guinée, en Nouvelle-Calédonie (d'où proviennent les exemplaires du Muséum) et en Polynésie.

## Dénomination
Il est connu en français sous les noms de papeda de Mélanésie ou macroptère de Mélanésie, orange sauvage, citronnier sauvage localement en Nouvelle-Calédonie cari, cary ou curry, en anglais  wild orange, shatkora, en espagnol papeda de Malasia. Dans les pays d'Asie du sud সাতকরা বা সাতকড়া (Sātakarā ou sātakaṛā) en bengali, hatkhora ou cabuyao, Moli uku aux Tonga, Moli U'u aux Samoa, Moli kau aux Fidji, moli à Ambae, mol à Efaté et Santos. Limau hantu en Malaisie, Som o phee (Yala) en thaïlandais.
R. P. Montrouzier (1860) décrit C. macroptera dans Flore de lʼÎle Art avec pour nom indigène Dongan. Le nom vient du grec πτερόν (pterón) plume désignant la feuille et μακρός (makros) long. A. Guillaumin (1896) écrit dans les Citrus de Nouvelle Calédonie: Le macroptère «est arborescent, connu des indigènes sous le nom de Dongan et a été appelé par le R. P. Montrouzier C. macroptera. Cette espèce a été, depuis, retrouvée en Nouvelle-Guinée anglaise et décrite à nouveau par F. M. Bailey sous le nom de Citrus papuana, puis à Célèbes dans la presqu’ile de Minahassa, et M. Koorders l’a nommée Citrus celebica. Ces trois noms sont synonymes et le Citrus macroptera (c'est le vocable que l’on doit conserver) se rapproche beaucoup du Citrus hystrix DC. à ne considérer que la feuille».
Swingle en fait un membre de son sous-genre Papeda aux côtés des espèces C. ichangensis, C. latipes, C. micrantha, C. celebica, C. hystrix. D. J. Mabberley (2002) fait de C. hystrix (le combava) un cultivar sélectionné à partir du macroptère.

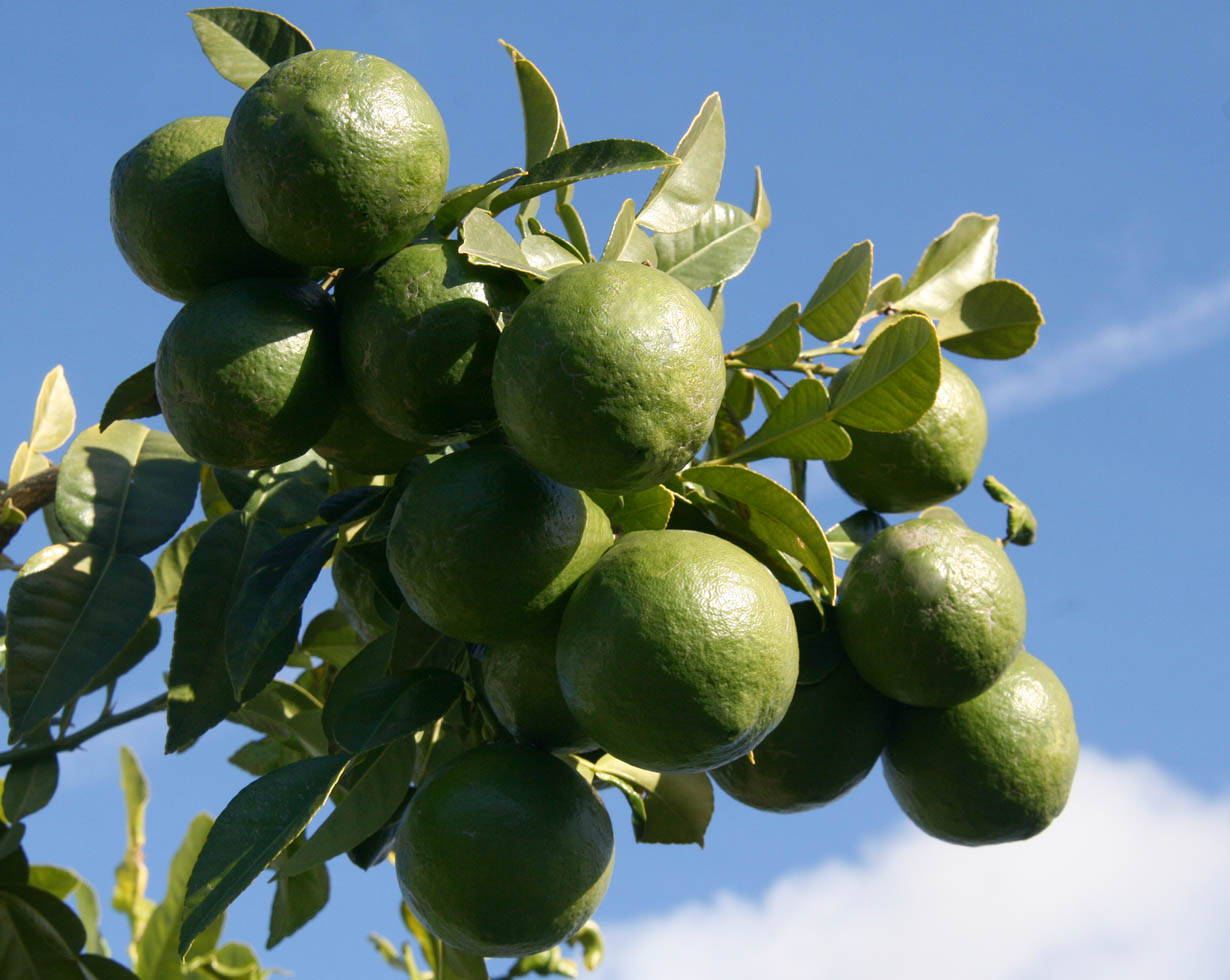
macroptères verts sur l'arbre

## Description

### Histoire
L'origine supposée est la Malaisie et la Mélanésie. L'introduction au Vanuatu, en Nouvelle-Calédonie et en Polynésie est polynésienne (Walter et Sam 2002). La plante y aurait été introduite à deux reprises (il y a 3 000 ans, puis moins de 200 ans) dans les Iles Loyauté depuis l'Asie continentale.

### Morphologie et génétique

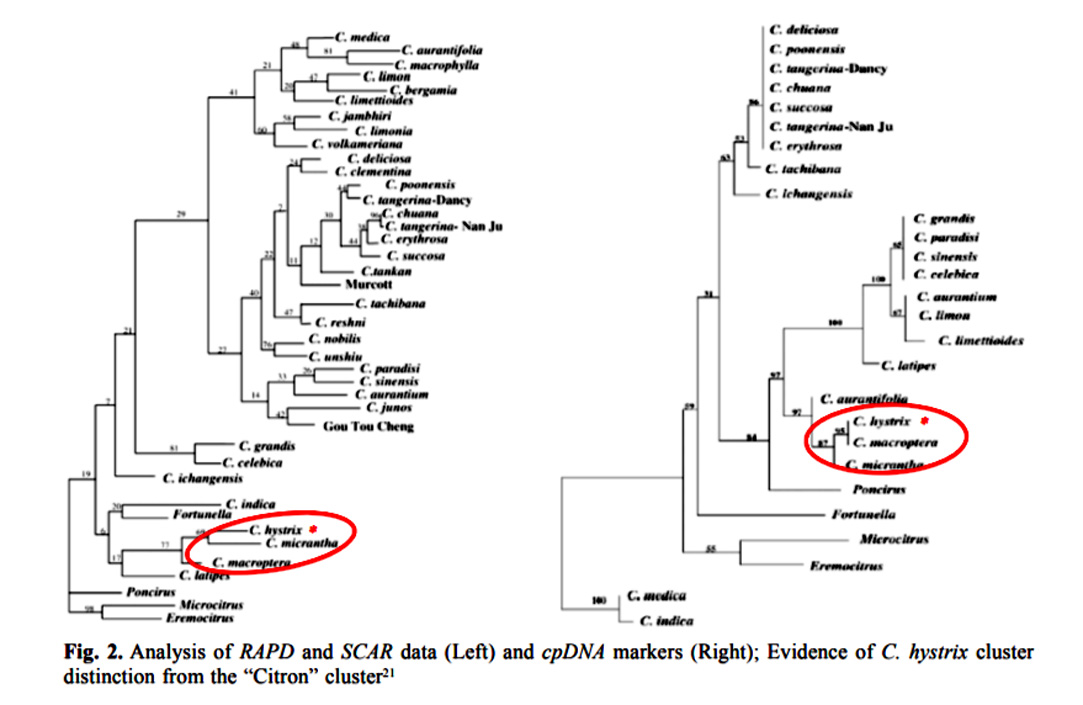
Selon les méthodes d'analyse C macroptera, C micrantha et C. hystrix le combava constituent un sous groupe d'espèce très proches.

L'arbre est de la taille d'un oranger, atteignant 5 m de haut.
Il est épineux, les feuilles largement ovales-lancéolées, très longues 30 cm larges de 6 à 7 cm, à pétioles largement ailés sont étranglées au milieu de leur nervure centrale. Les fruits subglobuleux légèrement piriforme, à peau lisse, de 7 à 9 cm de diamètre, jaune pâle à maturité.

En 2014, C. macroptera est classé dans et sous-groupe génétique qui comprenait C. limetta et C. jambhiri lui-même appartenant à un clade qui comprend C. medica , C. maxima et C. limon.  Liu et al. (2015) montrent que C. hystrix, C. macroptera et C. celebica (le papeda des Célèbes qui est très proche) constituent un sous-groupe C1 qui est frère d'un autre sous-groupe C2 comprenant le pamplemousse (C. paradisi), le pomelo (C. grandis), le citron vert (C. aurantifolia), l'oranger sauvage indien (C. indica), le cédrat (C. medica) et mandarine (C. réticulata). 

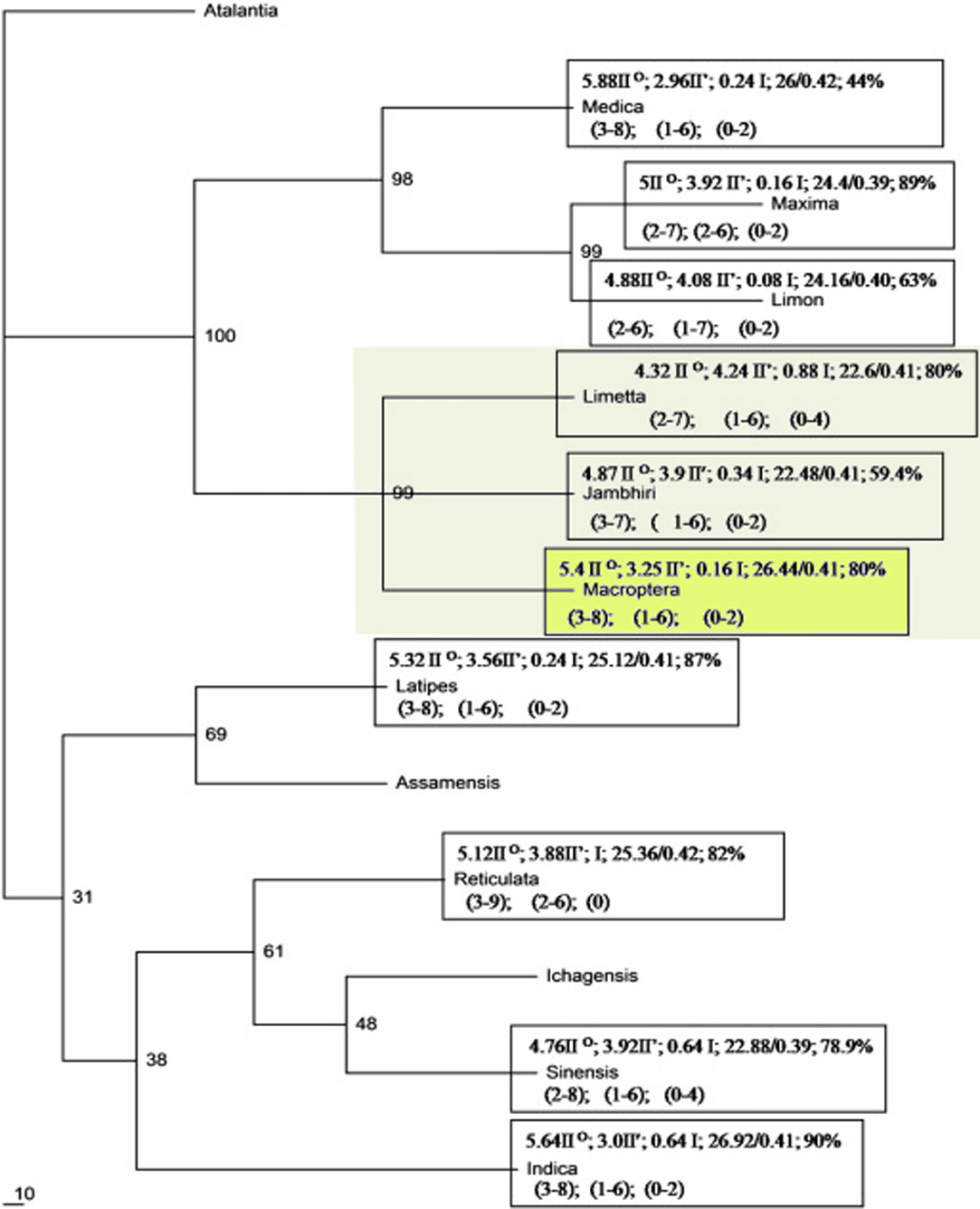
Phylogénése de C. macroptera chez Marlykynti Hynniewta et al. (2014)

### Variétés et hybrides
Deux variétés sont connues et accessibles dans la collection UC Riverside, mais il en existe de nombreux cultivar sauvages ou cultivés. 

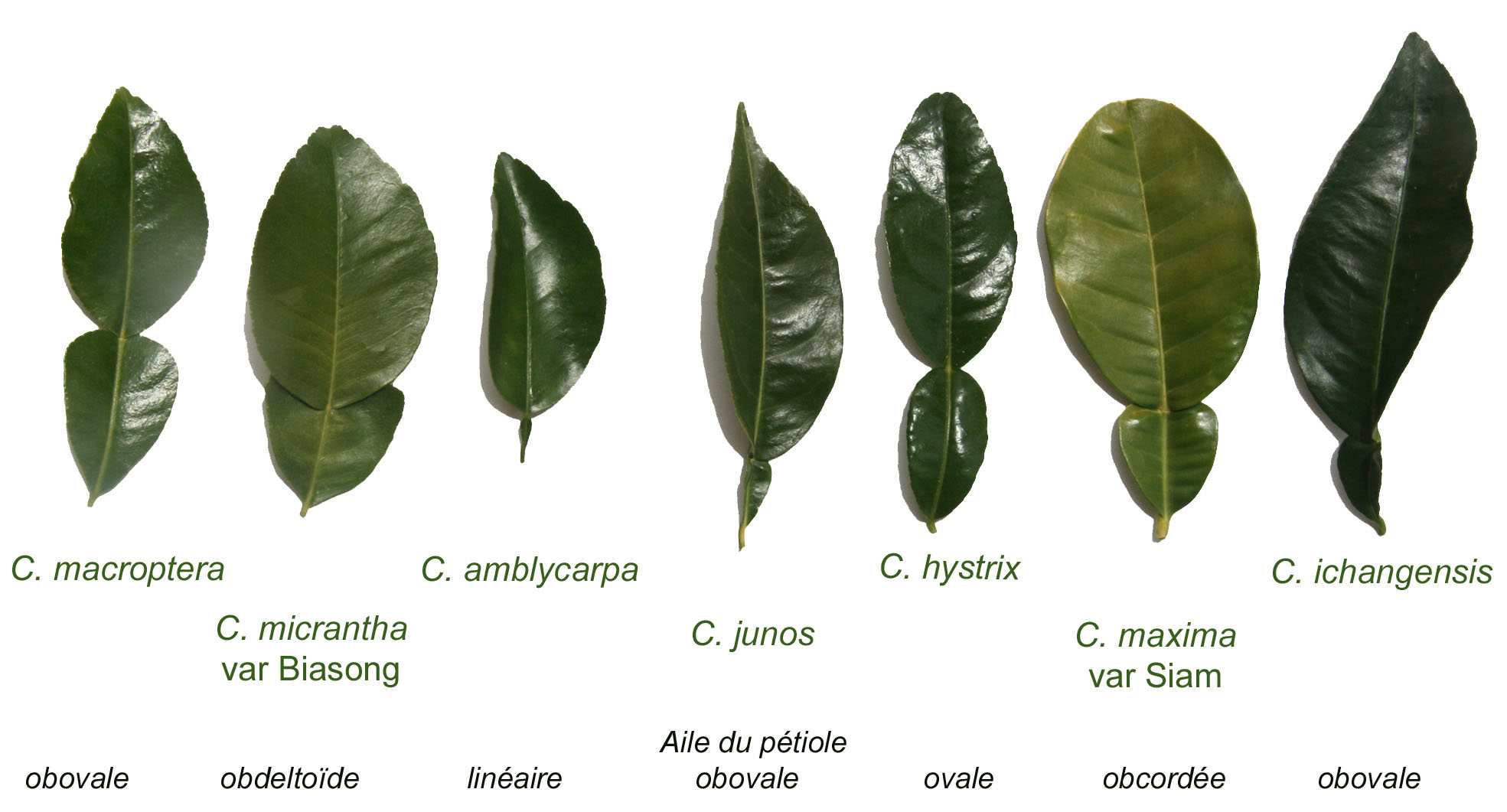
Feuille de macroptère à gauche avec son extrémité pointue alors que celle du combava est arrondie

- C. macroptera  var. annamensis (C. macroptera var. annamensis Tanaka) ou Papeda d'Annam, décrite dans le Bulletin du Muséum national d'histoire naturelle en 1895[21]. Tanaka (1930) donne la description suivante «Les feuilles sont grandes, avec des lobes ovales, au sommet la base est couverte d'aiguilles et les poils, elles sont largement ailés; aile oblongue, moulée, les limbes un peu plus longues. La baie est de taille moyenne, ovale-ovoïde, léger, lisse, la pulpe vésiculaire est petite, très réduite»[22]. Il est cultivé au Bangladesh sous le nom de hatkhor.
- C. macroptera var. kerrii (C. macroptera var. kerrii Swingle) en français Papeda thaï de Kerr qu'on rencontre en Thaïlande, au Viêt Nam et en Chine[10]. Cette variété a été décrite en 1911 par Swingle sous le nom Citrus macroptera var. Kerri Swingle, à partir d'un spécimen thai[23].

Les généticiens indiens ont étudié 39 cultivars du Mizoram, ils mettent en évidence une large hétérogénéité des paramètres physico-chimiques des fruits, et le besoin d'une amélioration par sélection individuelle, au Tripura où l'espèce sauvage est menacée deux groupes principaux divers sous-groupes existent aussi.

Le pamplemoussier Moli Kurikuri (C. vitiensis Tanaka) serait un hybride C. macroptera x C. maxima introduit en Californie en 1914.

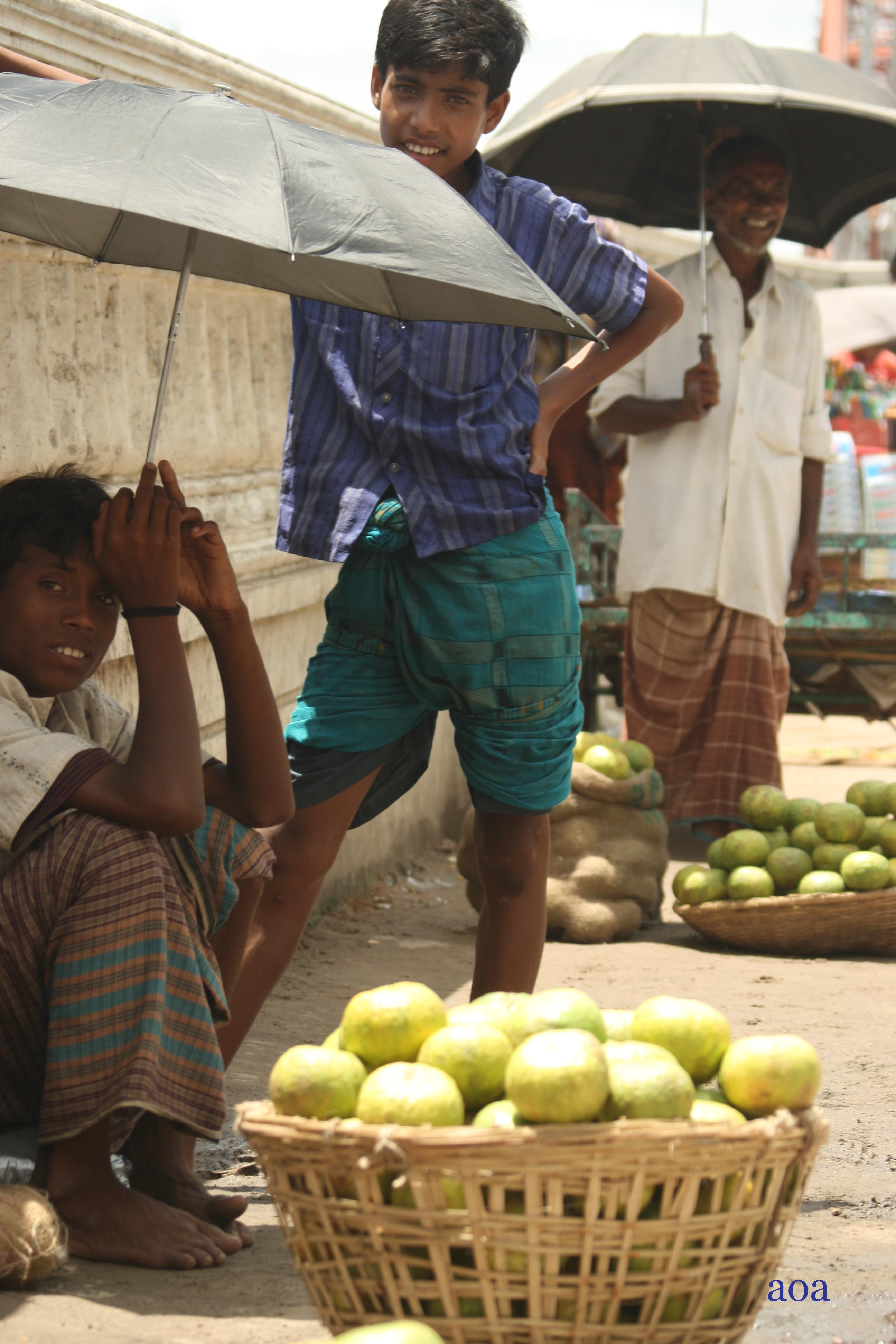
Vendeur de shatkora (var. annamensis) au Bangladesh

### Usages et symbolique

#### Alimentation, cuisine
Les fruits ne sont pas consommées en Nouvelle-Calédonie mais le mésocarpe est utilisé comme légume (sous le nom de সাতকরা (Shatkora), ou bien séché au Bangladesh (spécialité de Sylhet): ragout de bœuf avec macroptère, dans le bouillon de poisson. Un morceau de macoptère cru additionné au thé noir donne une infusion réputée délicieuse. Au Royaume-Uni sous le nom de shatkora et disponible dans les épiceries bangladaises il est utilisé dans le curry avec de nombreuses épices et condiments et avec du poulet rôti, du poisson. Le séchage est une forme de conservation.
Chez la souris le polyphénol, les flavonoïdes et la vitamine C présents dans la pulpe ont montré de manière synergique l'effet protecteur contre la génotoxicité d'un médicament anticancer.

En Nouvelle-Calédonie, dans la culture kanak entre Touho et les îles Belep, le fruit de cette espèce est associé aux voyages aux pays des morts. Dans les récits mythologiques par exemple, on boit une décoction de son écorce pour guérir les maux occasionnés par un voyage au pays des morts.

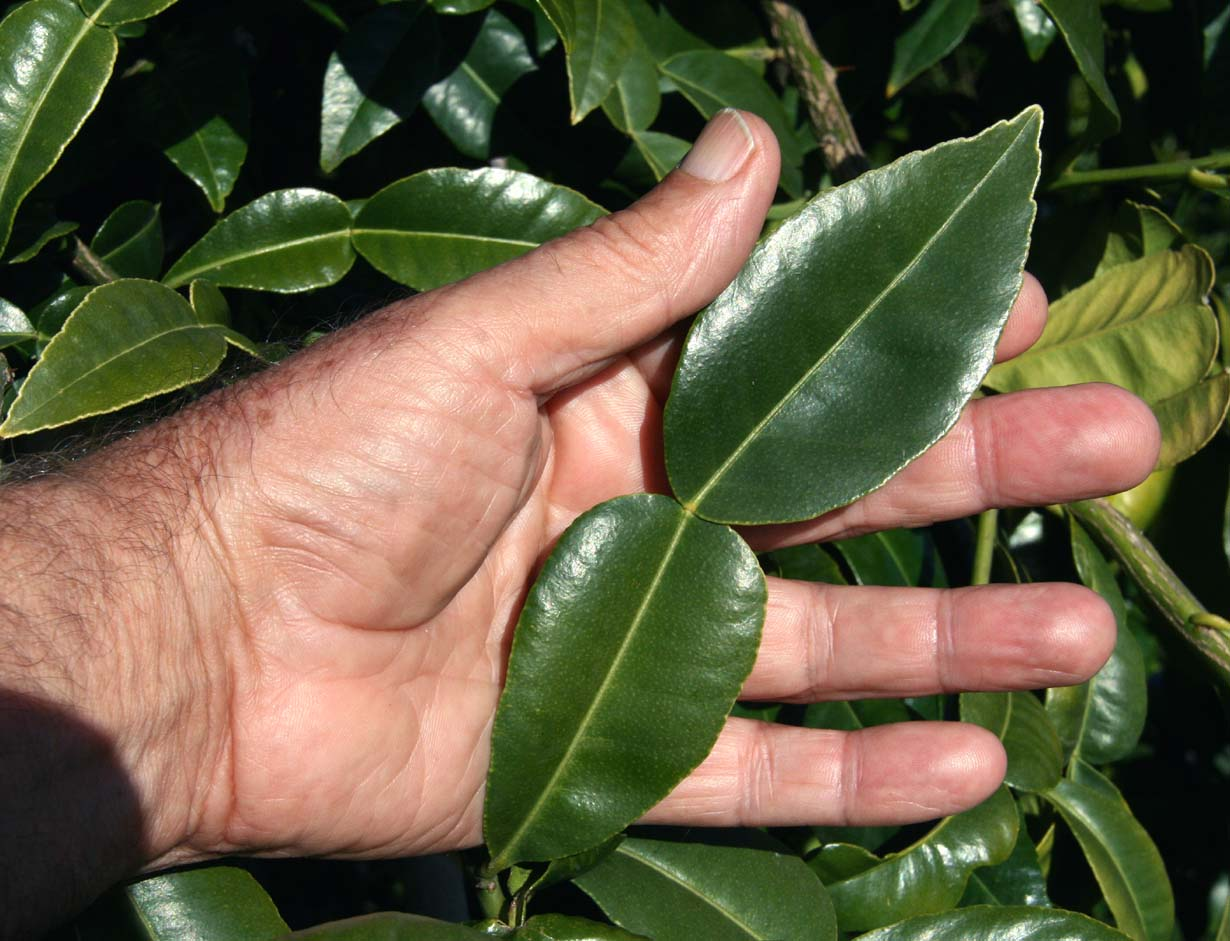
feuille de macroptère >10 cm

### Culture
Le choix du milieu de culture in vitro pour la production de calles dans les procédures de régénération a été décrit: MS (Murashige – Skoog) medium supplémenté au malt est le plus efficient.
La température optimale de germination des graines est 28 °C. Auguste Chevalier le signale résistant au chancre des agrumes en 1930.

## Huile essentielle

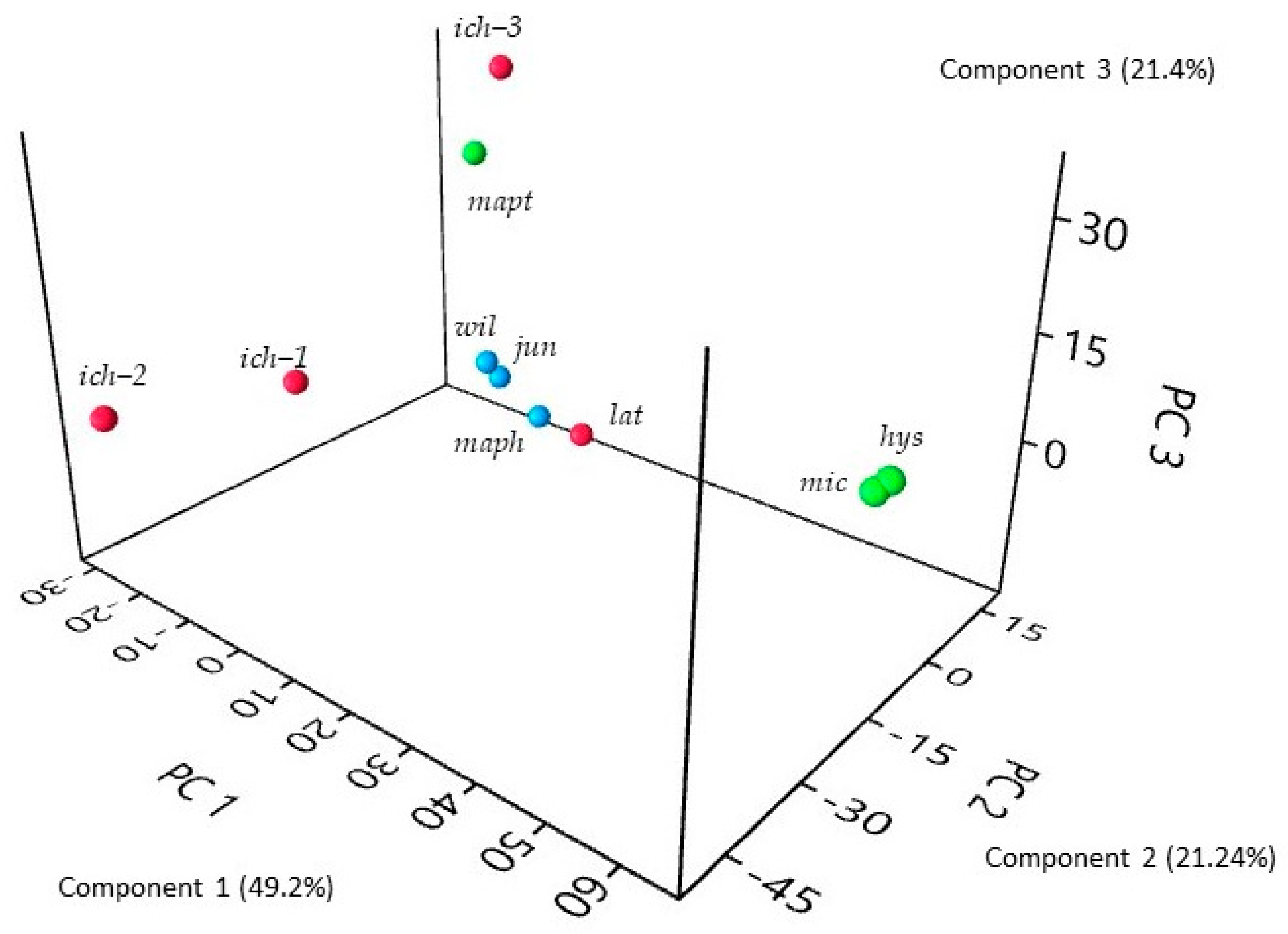
Analyse tridimensionnelle en composantes principales d'huile de feuille de papeda (2021). Vert C. hystrix et C. micrantha sont très proches alors que C. macroptera est nettement du côté C. ichangensis'.

Le rendement en huile essentielle est meilleure avec le zeste du fruit (1,4 %) qu'avec les feuilles (0,5 %). L'huile essentielle du fruit montre plus d'activité anti-oxydante et anti-inflammatoire supérieures à celles de l'huile essentielle de feuilles.

### Feuille
L'huile essentielle de feuille de macroptère de Nouvelle-Calédonie a été comparée avec celle de combava (Jean Waikèdre et al. 2010), elles ont en commun une richesse en monoterpènes (96 % chez C. macroptera et 87 % dans la feuille de combava), avec le β- pinène comme composant majeur (33 % et 11 %) et peu de limonène. L'huile de feuille de macroptère se caractérise par l'α -pinène (25 %), le p-cimène (18 %), le (E)- β-ocimène (7 %) et la sabinène (5 %). À comparer avec celle de feuille de combava et sa teneur élevée en terpinène-4-ol (13 %), α -terpinéol (8 %, 1,8-cinéole (6 %) et citronellol (6 %), il y a bien une typicité aldéhydée du macroptère (parfum plus métallique et chaud), aux notes vertes.

### Fruit

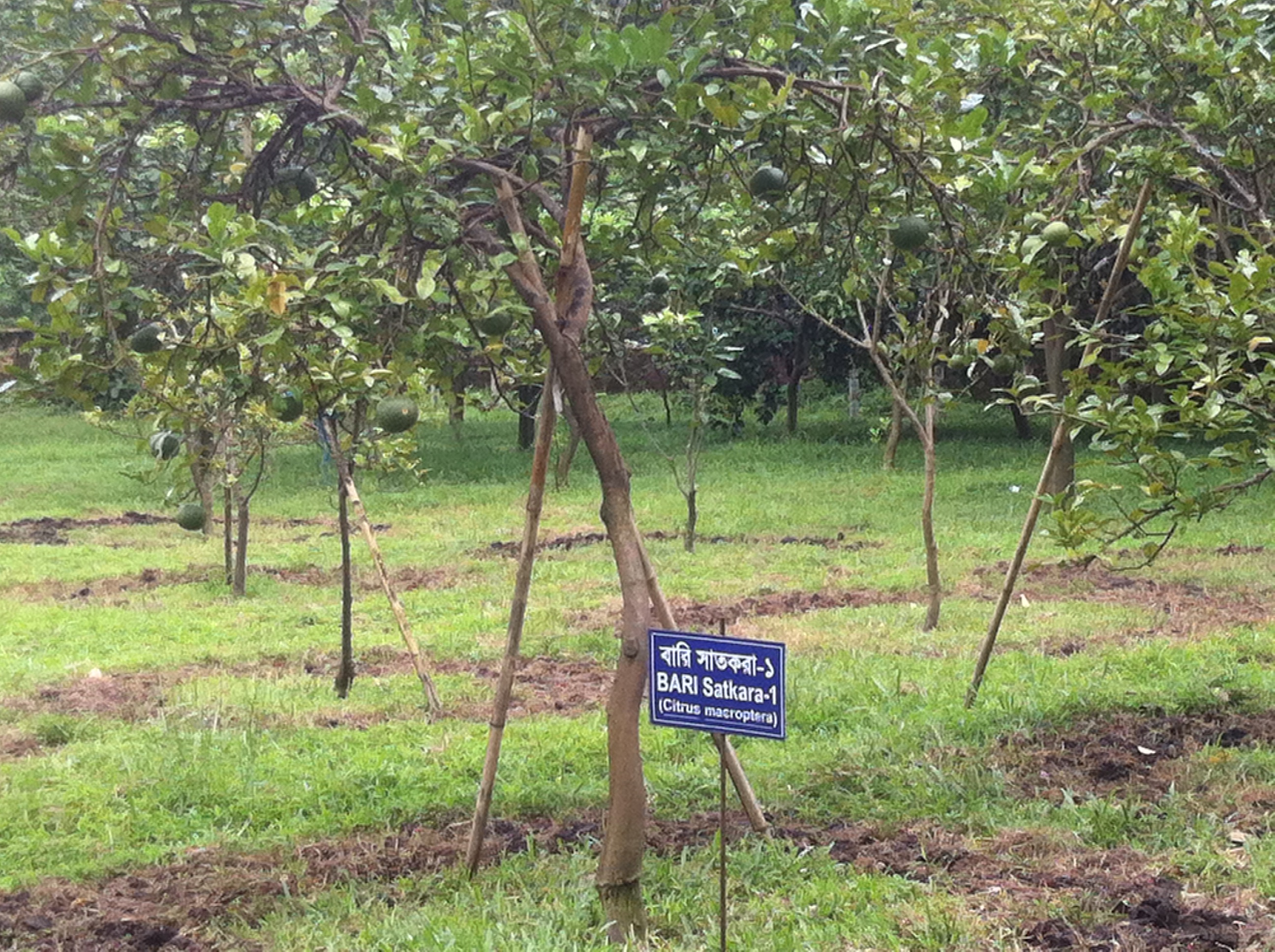
Culture de macoptères (Satkara) au Bangladesh Agricultural Research Institute (BARI) à Jaintiapur (2017)

L'huile essentielle de l'exocarpe du fruit (maturité non donnée) contient en revanche 55 % de limonène, du β-caryophyllène (5 %) et du citral (4 %, d'où une douceur), de l'acrylate de dodécyle (7 %).
En 2017, une étude indienne a fait la synthèse des connaissances sur les propriétés physicochimiques, antibactériennes et antioxydantes de l'H.E. de fruit. Le rendement en l'huile essentielle des zestes frais était de 3,12 %. La capacité antioxydante est inférieur à la vitamine C, l'huile extraite avec un extracteur de Soxhlet est un antibactérien à large spectre (Klebsiella pneumoniae, Pseudomonas aeruginosa, Bacillus subtillis, Escherichia coli), le parfum est qualifié d'agréable.
En 2017, une étude indienne identifie 57 composés et met en évidence une activité anti-inflammatoire, spécialement pour l'H.E. du fruit Elle donne un fort pourcentage (60 %) de Norcarane (bicyclo[4.1.0]heptane C7H12) dans l'H.E. du fruit, hydrocarbure dont le parfum est décrit comme ambrée, boisée (intéressante complexité), note de fruits de l'eucalyptus à maturité.